# Групова форма навчання
Групова́ фо́рма навча́ння — форма навчальної діяльності учнів на занятті, що характеризується об'єднанням учнів у групи.  

## Історія
Групова форма навчальної діяльності виникла як альтернатива існуючим традиційним формам навчання. В її основу покладено ідеї Жан-Жака Руссо, Йоганна Песталоцці та Джона Дьюї про вільний розвиток дитини.  
Різновидом групового навчання у межах класно-урочної системи стала белл-ланкастерська система (походить від прізвищ пастора-педагога Ендрю Белла і вчителя Джозефа Ланкастера). Розвиваючи ідеї Яна Коменського, автори цієї системи запропонували систему взаємного навчання.  
Заняття проводилися у залах для 300 і більше учнів, поділених на групи по 10—15 осіб, закріплених за моніторами (старшими учнями), які щодня одержували завдання від учителя і працювали з молодшими. Учні у таких школах швидше, ніж у звичайних, оволодівали уміннями і навичками, однак їхніх знань було недостатньо для подальшого навчання.  

## Вплив групової роботи на якість знань
Дослідження групової роботи свідчать, що вона сприяє:  
- активації навчання;
- підвищенню якості навчання;
- розвитку самостійності;
- формуванню вміння слухати та вести конструктивний діалог із однокласниками;
- відчуттю відповідальності за результати роботи своєї групи;
- формуванню позитивної мотивації учнів[2].